# Ariana Greenblatt
Ariana Greenblatt (Nova Iorque, 27 de agosto de 2007) é uma atriz estadunidense. Seu primeiro papel de destaque foi na série do Disney Channel Stuck in the Middle (2016–2018),  seguido por aparições nos filmes A Bad Moms Christmas (2017), Avengers: Infinity War (2018), e In the Heights (2021). Em 2023 garantiu mais proeminência com os filmes 65 e Barbie, e a série Ahsoka.

## Filmografia

### Cinema
| Ano  | Título                         | Papel                     | Notas        |
| ---- | ------------------------------ | ------------------------- | ------------ |
| 2017 | A Bad Moms Christmas           | Lori Harkness             |              |
| 2018 | Avengers: Infinity War         | Jovem Gamora              | [ 6 ]        |
| 2020 | Scoob!                         | Jovem Velma Dinkley (voz) | [ 7 ] [ 8 ]  |
| 2020 | The One and Only Ivan          | Julia                     | [ 9 ]        |
| 2020 | Love and Monsters              | Minnow                    | [ 10 ]       |
| 2021 | In the Heights                 | Jovem Nina Rosario        |              |
| 2021 | Awake                          | Matilda Adams             | [ 11 ]       |
| 2021 | The Boss Baby: Family Business | Tabitha Templeton (voz)   | [ 12 ] [ 8 ] |
| 2023 | 65                             | Koa                       | [ 13 ]       |
| 2023 | Barbie                         | Sasha                     | [ 14 ]       |
| 2024 | Borderlands                    | Tiny Tina                 | [ 15 ]       |
| 2025 | Now You See Me 3               |                           | Pós-produção |
| 2025 | Fear Street: Prom Queen        | Christy Renault           | Pós-produção |
| 2025 | Now You See Me: Now You Don't  | June                      | Pós-produção |

### Televisão
| Ano       | Título                          | Papel                   | Notas                                                    |
| --------- | ------------------------------- | ----------------------- | -------------------------------------------------------- |
| 2015      | Liv and Maddie                  | Raina                   | Episódio: "Joy-to-a-Rooney"                              |
| 2016–2018 | Stuck in the Middle             | Daphne Diaz             | Papel principal                                          |
| 2018      | Dancing with the Stars: Juniors | Ela mesma               | Competidora; uma das três segundas colocadas             |
| 2022–2023 | The Boss Baby: Back in the Crib | Tabitha Templeton (voz) | Elenco principal (temporada 1); recorrente (temporada 2) |
| 2023      | Ahsoka                          | Jovem Ahsoka Tano       | Episódio: "Part Five: Shadow Warrior"                    |
| 2024      | Secret Level                    | Ana Spelunky (voz)      | Episódio: "Spelunky: Tally"                              |